# Grand Prix San Marina 2001
Grand Prix San Marina  XXI Gran Premio Warsteiner di San Marino
- 15. dubna 2001
- Okruh Imola
- 62 kol x 4,933 km = 305,846 km
- 667. Grand Prix
- 1. vítězství Ralfa Schumachera
- 104. vítězství pro Williams

## Výsledky

### Pořadí v cíli
| Pozice | Jezdec                | Vůz            | Čas         |
| ------ | --------------------- | -------------- | ----------- |
| 1      | Ralf Schumacher       | Williams FW23  | 1:30:44.817 |
| 2      | David Coulthard       | McLaren MP4/16 | á 0:04:352  |
| 3      | Rubens Barrichello    | Ferrari F2001  | á 0:34:766  |
| 4      | Mika Häkkinen         | McLaren MP4/16 | á 0:36:315  |
| 5      | Jarno Trulli          | Jordan EJ11    | á 1:25:558  |
| 6      | Heinz-Harald Frentzen | Jordan EJ11    | á 1 kolo    |
| 7      | Nick Heidfeld         | Sauber C20     | á 1 kolo    |
| 8      | Olivier Panis         | BAR 003        | á 1 kolo    |
| 9      | Jean Alesi            | Prost AP04     | á 1 kolo    |
| 10     | Enrique Bernoldi      | Arrows A22     | á 2 kola    |
| 11     | Luciano Burti         | Jaguar R2      | á 2 kola    |
| 12     | Jenson Button         | Benetton B201  | á 2 kola    |
| Kolo   | Odstoupili            | -              | -           |
| 50     | Tarso Marques         | Minardi PS01   | Motor       |
| 48     | Juan Pablo Montoya    | Williams FW23  | Spojka      |
| 42     | Eddie Irvine          | Jaguar R2      | Motor       |
| 31     | Giancarlo Fisichella  | Benetton B201  | Motor       |
| 30     | Jacques Villeneuve    | BAR 003        | Motor       |
| 28     | Gaston Mazzacane      | Prost AP04     | Motor       |
| 24     | Michael Schumacher    | Ferrari F2001  | Suspenzor   |
| 17     | Kimi Räikkönen        | Sauber C20     | Řízení      |
| 6      | Jos Verstappen        | Arrows A22     | Výfuk       |
| 5      | Fernando Alonso       | Minardi PS01   | Mimo trať   |

### Nejrychlejší kolo
- Ralf Schumacher Williams 1'25524 – 207,647 km/h

### Vedení v závodě
- 1-62 kolo Ralf Schumacher

### Postavení na startu
| 1. řada  | 1                                      | 2                                   |
|          | David Coulthard McLaren 1'23.054       | Mika Häkkinen McLaren 1'23.282      |
| 2. řada  | 3                                      | 4                                   |
|          | Ralf Schumacher Williams 1'23.357      | Michael Schumacher Ferrari 1'23.593 |
| 3. řada  | 5                                      | 6                                   |
|          | Jarno Trulli Jordan 1'23.658           | Rubens Barrichello Ferrari 1'23.786 |
| 4. řada  | 7                                      | 8                                   |
|          | Juan Pablo Montoya Williams 1'24.141   | Olivier Panis BAR 1'24.213          |
| 5. řada  | 9                                      | 10                                  |
|          | Heinz Harald Frentzen Jordan 1'24.436  | Kimi Räikkönen Sauber 1'24.671      |
| 6. řada  | 11                                     | 12                                  |
|          | Jacques Villeneuve BAR 1'24.769        | Nick Heidfeld Sauber 1'25.007       |
| 7. řada  | 13                                     | 14                                  |
|          | Eddie Irvine Jaguar 1'25.392           | Jean Alesi Prost 1'25.411           |
| 8. řada  | 15                                     | 16                                  |
|          | Luciano Burti Jaguar 1'25.572          | Enrique Bernoldi Arrows 1'25.872    |
| 9. řada  | 17                                     | 18                                  |
|          | Jos Verstappen Arrows 1'26.062         | Fernando Alonso Minardi 1'27.750    |
| 10. řada | 19                                     | 20                                  |
|          | Giancarlo Fisichella Benetton 1'26.902 | Gaston Mazzacane Prost 1'27.750     |
| 11. řada | 21                                     | 22                                  |
|          | Jenson Button Williams 1'27.758        | Tarso Marques Minardi 1'28.281      |
| -------- | -------------------------------------- | ----------------------------------- |

- 107 % = 1'28"867

### Zajímavosti
- 10 vítězství motoru BMW
- 50 pole positions pro pneumatiky Bridgestone

| Pole position      | Vítězství       | Nejrychlejší kolo |
| Spojené království | Německo         | Německo           |
| David Coulthard    | Ralf Schumacher | Ralf Schumacher   |
| McLaren MP4/16     | Williams FW23   | Williams FW23     |
| 1'23.054           | 1:30'44.817     | 1'25.524          |
| 213.822 km/h       | 202.219 km/h    | 207.647 km/h      |
| ------------------ | --------------- | ----------------- |

### Stav MS
- Zelená - vzestup
- Červená - pokles

| *  | Jezdec                | Body |
| -- | --------------------- | ---- |
| 1  | Michael Schumacher    | 26   |
| 2  | David Coulthard       | 26   |
| 3  | Rubens Barrichello    | 14   |
| 4  | Ralf Schumacher       | 12   |
| 5  | Nick Heidfeld         | 7    |
| 6  | Heinz Harald Frentzen | 6    |
| 7  | Jarno Trulli          | 4    |
| 8  | Mika Häkkinen         | 4    |
| 9  | Olivier Panis         | 3    |
| 10 | Kimi Räikkönen        | 1    |
| 11 | Giancarlo Fisichella  | 1    |

| * | Vozy     | Body |
| - | -------- | ---- |
| 1 | Ferrari  | 40   |
| 2 | McLaren  | 30   |
| 3 | Williams | 12   |
| 4 | Jordan   | 10   |
| 5 | Sauber   | 8    |
| 6 | BAR      | 3    |
| 7 | Benetton | 1    |

| * | Jezdec         | Body |
| - | -------------- | ---- |
| 1 | Německo        | 51   |
| 2 | Velká Británie | 26   |
| 3 | Brazílie       | 14   |
| 4 | Itálie         | 5    |
| 5 | Finsko         | 5    |
| 6 | Francie        | 3    |